# Nez
Pour les articles homonymes, voir Nez (homonymie).
Ne doit pas être confondu avec Cavités nasales.

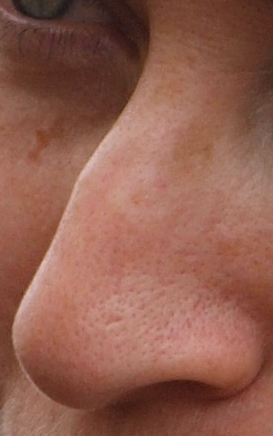

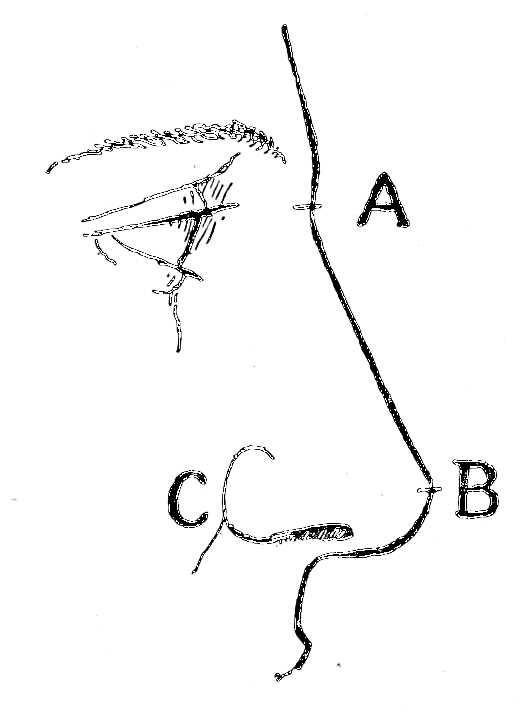
Nez humain vu de profil. Formant une saillie médio-faciale, il s'inscrit dans une pyramide triangulaire à sommet supérieur. Il présente trois bords : le dos ou l'arête, bord antérieur arrondi qui s'étend de la racine du nez (notée A, au niveau de l'espace inter-sourcilier ou glabelle) à la pointe (apex noté B) saillante. Les sillons naso-labiaux (ou sillons alaires) formant les bords latéraux, le sillon sous-nasal (philtrum) et les sillons naso-géniens les bords inférieurs. il présente trois faces : la face inférieure porte deux orifices piriformes, les narines, délimités médialement par le septum nasal et latéralement par deux faces, les ailes du nez séparées de la joue par le sillon alaire noté C.

Le nez, appelé aussi appendice nasal, est chez l'être humain la saillie médiane du visage située au-dessus de la lèvre supérieure et qui, en le surplombant, recouvre l'orifice des fosses nasales, qui constituent le segment supérieur des voies respiratoires et renferment l'organe de l'olfaction (odorat). Il concourt, en livrant passage à l'air, à l'accomplissement de la respiration et de la phonation.
Ce terme est également utilisé par analogie pour les vertébrés tétrapodes ne possédant pas une truffe à l'extrémité du museau (« nez » — organe olfactif — des poissons, nez olfactif et nez respiratoire des crocodiliens).

## Étymologie
La graphie nez est attestée en 1314 dans les écrits de chirurgie de Henri de Mondeville. Le mot ancien français nes, et l'adjectif ou substantif nasel, cités dans la Chanson de Roland, proviennent du mot latin de genre masculin latin : nāsus, nasi, signifiant le nez humain.
La plupart des langues européennes présentent souvent une même racine évidente : naso en italien, nos en russe, ou l'anglais nose, l'allemand die Nase de genre féminin. En français, les mots de la famille se ressemblent à l'exception de nez : nasal (adjectif), nasal (substantif, la partie du casque protégeant le nez), naseau, nasalisation, nasalité (en phonétique), nasiller (parler du nez), nasillard, nasillement, nasard (jeu de mutation flûté à l'orgue), nasarde (coup ou chiquenaude sur le nez), nasarder, nasique.
En science, on utilise davantage la racine grecque ancienne rhis, rhinos (de même sens). En médecine moderne, on a rhinologie, oto-rhino-laryngologie, rhinoscopie, rhinite, rhinoplastie, drainage rhinopharyngé, etc. En zoologie, on retrouve le rhinocéros (« corne sur le nez »).

## Formes stéréotypiques

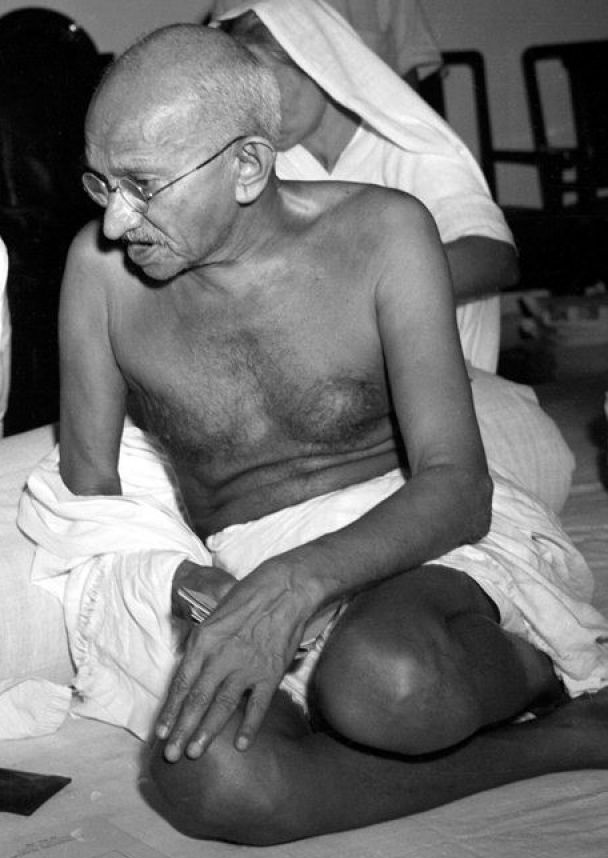
Nez aquilin de Gandhi

La morphologie nasale chez l'humain actuel est, entre autres facteurs, une adaptation climatique. Conformément à la règle de Thomson (en) énoncée en 1923, les cavités nasales sont généralement étroites dans les climats froids (grande turbulence de l'air froid dans la cavité pour réchauffer cet air au contact des muqueuses) et larges dans les climats chauds,. Ces adaptations ainsi que des mutations et sélections génétiques aléatoires ont donné forme à plusieurs grands types de nez :

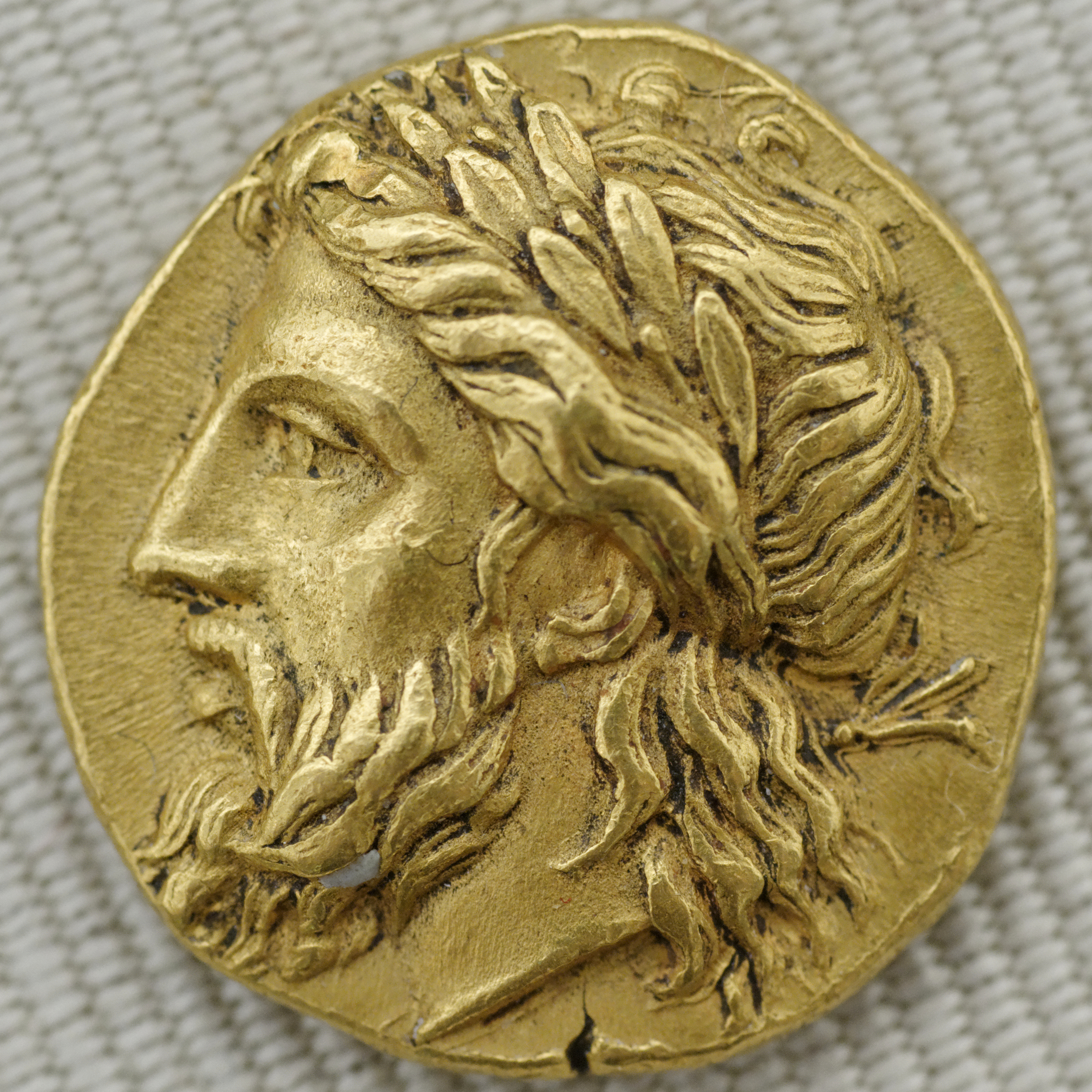
Nez grec, illustration de Zeus à l'Avers d’un statère grec antique

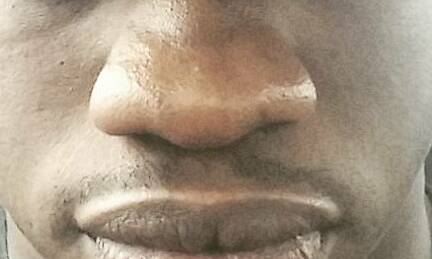
Nez épaté d'un jeune homme africain

- droit, ou grec : à l’arête bien rectiligne, et pointant vers l’avant plutôt qu’en largeur pour le nez grec ;
- épaté : s’étalant en largeur plutôt que vers l’avant ;
- aquilin (en bec d'aigle), ou busqué : avec une bosse ou une courbure de l’arête vers l’extérieur.
- camard, ou camus : à l’arête creusée vers l’intérieur ;
- tombant : dont le bout descend plus bas que la base des narines ;
- retroussé : dont le bout s’oriente vers le haut, contraire du nez tombant.
- bourbonien : long, large et volumineux sur le visage, tel que celui de la famille de Bourbon.

D’autres classifications existent. La beauté de chaque forme relève de critères d’appréciation individuels et culturels. Elle dépend des yeux qui regardent.
On trouve d'autres appellations de formes, plus imagées, dont le sens est sujet à davantage de variations et dont l’usage est généralement familier (liste non-exhaustive) :
- en trompette, ou mutin : assez proche du nez retroussé ;
- en patate, « gros nez » : gros et en particulier avec un bout volumineux et arrondi ;
- crochu : tombant et fort courbé, généralement gros et disgracieux ;
- de betterave : enluminé, avec des couleurs vives ;
- en bec de canard, ou de corbin : avec une saillie disgracieuse au niveau sur l'arête ;
- en pied de marmite, ou en selle, ou en lorgnette : semblable à une selle de cheval vue de profil.

## Anatomie
Selon le contexte d’utilisation, l’intérieur du nez peut inclure toute la cavité nasale ou seulement les narines.

### Fonctions

#### Respiration
La cavité nasale a pour fonction de réguler la température de l’air inspiré (à la température corporelle), de l’humidifier et de le filtrer, cela avant d’atteindre les voies respiratoires inférieures (sous le pharynx). Cela contribue au bon fonctionnement de l’appareil mucociliaire qui piège et élimine par expectoration ou ingestion la plupart des particules et agents pathogènes inhalés.
Grâce aux parois internes du nez qui sont tapissées de vaisseaux sanguins et de cellules caliciformes productrices de mucus, l’air inhalé atteint généralement 90% des niveaux de température et d’humidité requis  avant même d’atteindre le nasopharynx. Ce conditionnement de l'air inhalé dépend de sa dynamique d’écoulement et donc de la taille et géométrie de la cavité nasale.

#### Odorat
L’odorat permet de détecter des groupes de molécules aériennes spécifiques. Cette fonction est bien moins développée chez l’homme que chez des animaux cousins. Le nombre d’odeurs que l’homme peut distinguer reste très complexe à calculer avec exactitude.

### Squelette
Le nez humain est constitué d'un squelette fait de cartilages accolés au squelette osseux de la face. Ces cartilages sont recouverts de peau sur leurs faces externes et d'une muqueuse sur leurs faces internes. Ils délimitent deux orifices, les narines, qui font communiquer les cavités nasales avec l'extérieur.
Le squelette comprend cinq cartilages principaux. L'espace entre ces cartilages est comblé par de petits cartilages accessoires et du tissu fibreux. Les cartilages principaux sont :
- le cartilage septal, une lame médiane verticale qui sépare les deux narines ;
- les cartilages latéraux, deux lames triangulaires qui forment la paroi supérieure de chaque narine ;
- les cartilages alaires, deux lames concaves en dehors qui forment la paroi antéro-latérale des narines.

### Pilosité
Les poils nasaux se densifient sensiblement à la puberté. L’homme possède de l’ordre de 105 à 125 poils de nez de 0,9 à 1 cm dans chaque narine, selon une étude sur 10 hommes et 10 femmes décédés d’en moyenne 83 ans. Les poils sont de tailles similaires dans toute la profondeur du nez.
Leur fonction principale est immunitaire par la filtration des poussières, la détection d’intrusion de particules et la stimulation du réflexe d’éternuement. Il n’est pas parfaitement établi que les poils réchauffent et humidifient l’air dans la mesure où ils n’ont pas d’effet sur le débit du flux aérien nasal.

### Récepteurs olfactifs
Les cellules spécialisées dans l’olfaction (odorat) sont situées dans l'épithélium olfactif au sommet de la cavité nasale. Au moins 400 récepteurs olfactifs sont connus à ce jour chez l’être humain.

### Microbiote
Le microbiote nasal est principalement constitué de bactéries. Plus de 900 espèces colonisent la muqueuse du nez humain. Ce microbiote a un rôle important contre la colonisation par le staphylocoque doré résistant à la méticilline.

## Pathologies
On parle de rhinite pour désigner une inflammation nasale, souvent due à un agent infectieux. Cela est généralement accompagnée de rhinorrhée, c’est-à-dire d’écoulement de fluides nasaux.
À la suite d'un choc ou aussi spontanément, on peut subir un saignement de nez (épistaxis), bénin dans la majorité des cas. Cela se traite par une expulsion nasale (se moucher) puis une compression longue, comme la majorité des saignements, la tête droite ou très légèrement penchée vers l’avant pour éviter l’engorgement.
De chocs plus violents peuvent causer un hématome voire une fracture du septum nasal.
Le nez est particulièrement touché par les carcinomes épidermoïdes en raison de son inclinaison qui le rend plus touchés par les ultraviolets du soleil. Ce carcinome est l’un des cancers de la peau les plus fréquents chez les personnes peu mélanisées (peau blanche).
Rarement, les poils du nez peuvent chuter à la suite de certaines maladies (alopécie areata), infections ou traitements (chimiothérapie).

## Histoire évolutive

### Chez l'humain

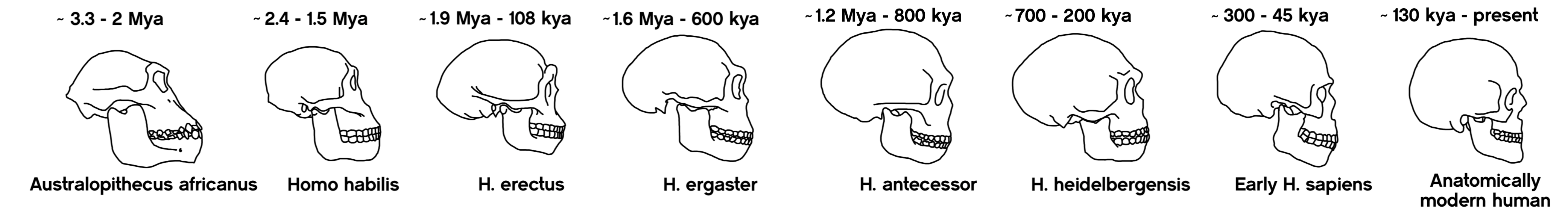
L'hominisation se caractérise par la régression du prognathisme et l'apparition d'un nez proéminent (élément non conservé dans les crânes fossiles, car entièrement cartilagineux).

Le nez est un organe qui a évolué à partir d'un caractère ancestral : la truffe ou rhinarium. La plupart des mammifères (jusqu'aux primates Strepsirrhiniens) ont en effet une truffe humide alors que les primates haplorrhiniens (comprenant entre autres, les singes, notamment les gorilles et l'être humain) ont perdu ce rhinarium au profit du nez. Cet appendice nasal apparu il y a environ 55 Ma, est une synapomorphie qui se traduit par la migration de la muqueuse externe du rhinarium vers l'intérieur des narines du nez.
Les variations de forme du nez au sein des populations humaines ont fait l’objet d’un débat continu, notamment sur leurs raisons évolutives. La forme interne du nez (cavité nasale) conditionne l’air inspiré avant qu’il n’atteigne les poumons. La forme du nez variant selon les populations suggère qu’elle ne résulte pas uniquement de la dérive génétique mais aussi d'adaptations géoclimatiques (température, humidité relative, taux de particules aéroportées). Une étude basée sur les comparaisons Qst-Fst a conclu que la largeur des narines et celle de la base alaire sont plus différenciées entre les populations que ce qui serait le cas sous l'effet de la seule dérive génétique. Selon ce travail : la largeur des narines est corrélée à la température et à l’humidité absolue, mais pas à l’humidité relative, ce qui laisse penser que la forme du nez a une composante liée à l'adaptation au climat local et à d’autres facteurs dont la sélection sexuelle.
Une hypothèse est que le nez humain a évolué dans le contexte de la réduction du massif facial qui tend à se disposer sous la loge cérébrale, et de la verticalisation du front du fait de l’expansion crânienne et de la réduction du prognathisme facial. La bipédie et l'expansion cérébrale conduisent donc à une réorganisation complète de l'architecture crânienne, si bien que l'appendice nasal serait une adaptation squelettique à la bipédie humaine (en),.
Une autre hypothèse, qui peut être complémentaire, est que le développement du nez dans la lignée d'hominidés du genre Homo aurait répondu à la nécessité de conserver une humidification importante de l'air inspiré pour empêcher les poumons de se dessécher dans des environnements de contrées sèches et semi-arides (savanes arborées, forêts plus arides). Inversement, la turbulence au niveau des chicanes des cornets nasaux aide le nez à récupérer cette humidité lors de l'expiration, ce qui suggère une sélection pour parcourir de longues distances à pied dans la chaleur (notamment lors de la chasse à l'épuisement selon la théorie du coureur de fond) sans se déshydrater,.
Du point de vue évolutif un nez est caractérisé par :
- la présence de poils possibles entre les narines ;
- la perte des vibrisses autour de la truffe ;
- la soudure complète de la lèvre supérieure et de la fente entre les narines.

### Dans le monde animal

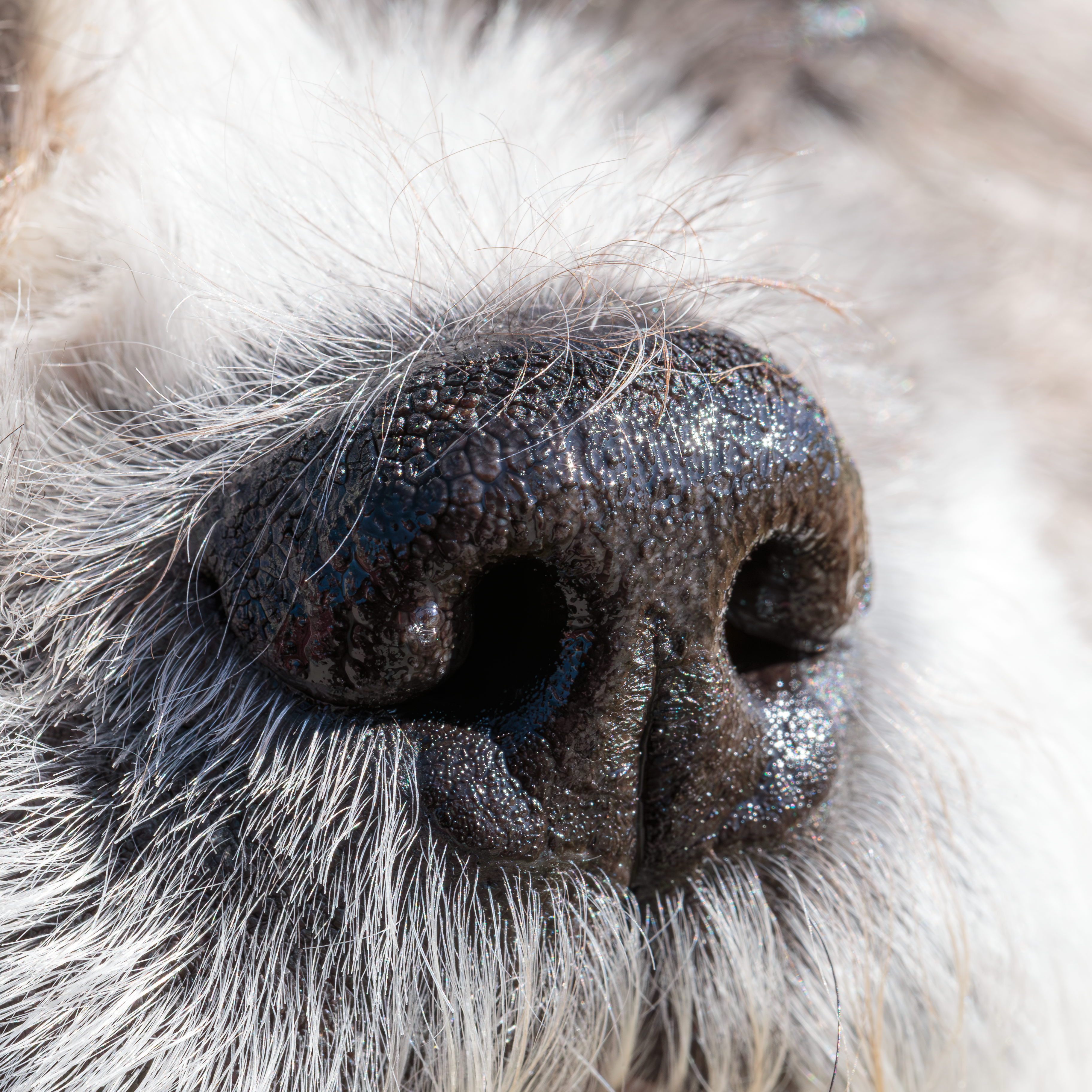
Nez de chien

Chez les poissons, chaque cavité nasale, appelée « sac olfactif » ou « sac nasal », correspond à une poche creusée dans le cartilage des capsules olfactives du crâne et est tapissée de papilles gustatives et de cellules olfactives (en). Elle est ouverte à l'extérieur par une « narine » (ouverture nasale non reliée à la cavité buccale et au système respiratoire) sur le museau. La narine externe est ventrale chez les poissons cartilagineux, dorsale chez les poissons osseux.
Ce sont les mouvements respiratoires branchiaux qui activent la circulation du milieu aquatique dans le sac olfactif, via une ouverture inhalante (entrée de l'eau par la narine antérieure) et une ouverture exhalante (sortie de l'eau par la narine postérieure). Chaque sac est souvent divisé en deux par un repli cutané, formant une cavité en forme de « U » qui permet l'installation d'un courant d'eau à l'intérieur de l'organe olfactif, les quatre « narines » améliorant ainsi les capacités olfactives en milieu aquatique.
Des orifices narinaires postérieurs qui s'ouvrent au plafond buccal, apparaissent chez les sarcoptérygiens et plus particulièrement chez les Dipneustes ou Poissons pulmonés chez qui les orifices exhalants des narines externes ont migré à l'intérieur de la cavité buccale. Ces poissons présentent diverses étapes de transition entre la respiration branchiale aquatique (bouche ouverte, aspiration de l'eau étant grâce à la pompe buccopharyngée puis expulsion par les orifices branchiaux) et la respiration pulmonaire (montée en surface pour aspirer de l'air amené aux poumons).
L'existence d'un palais primaire permet des mouvements de pompage aquatique réalisés bouche fermée, via les canaux nasaux et les arcs branchiaux, fournissant une complète indépendance des voies de l'olfaction et de la respiration aérienne, contrairement à ce que les zoologues ont souvent pensé. Cette innovation évolutive assure de plus une première ébauche de séparation des voies alimentaire et respiratoire (elles confluent cependant dans la cavité bucco-pharyngée), et améliore l'acuité olfactive en favorisant un courant d'eau actif entre le nez et la bouche grâce à la pompe buccopharyngée que ces poissons utilisent principalement pour l'alimentation par aspiration des proies.
L'émergence des choanes chez les Tétrapodes terrestres ne serait donc pas une adaptation à la respiration aérienne mais un moyen d'obtenir une meilleure olfaction aquatique chez ces poissons qui vivent dans des eaux stagnantes et troubles exigeant une adaptation à la diminution des stimuli visuels, puis cette structure anatomique aurait été adaptée à l'olfaction aérienne qui a besoin d'une bonne acuité olfactive et d'un système d'humidification des fosses nasales assuré par la sécrétion muqueuse des glandes de Bowman (en) et des glandes lacrymales (la présence d'un canal lacrymonasal pourrait être un vestige de la narine externe postérieure),. Si les choanes et les poumons des dipneustes et celles des tétrapodes sont apparues indépendamment par convergence évolutive résultant d'une adaptation à la vie terrestre, l'évolution phylogénétique suggère de considérer le nez respiratoire comme une exaptation du nez olfactif primaire et l'utilisation des poumons hors de l'eau également comme un processus d'exaptation, conséquence d'une adaptation de poissons à des milieux aquatiques hypoxiques ou bien oxygénés, en lien dans ce dernier cas avec les besoins accrus en oxygène du cœur,.

## Culture et littérature
- Dans le monde gréco-romain antique, le nez est associé au sens de l'odorat. Il est aussi le siège de la colère.

- L'allongement du nez, ne serait-ce d'un pied, dans les vieux contes romans ou germaniques, n'est souvent pas bon signe pour le protagoniste, à moins de ne susciter que l'hilarité des témoins.
- Un des nez les plus célèbres est celui de la reine d'Égypte antique Cléopâtre. Blaise Pascal disait à son sujet dans ses Pensées (1669, posthume)[39] :

« Condition de l’homme : inconstance, ennui, inquiétude.
Qui voudra connoître à plein la vanité de l’homme n’a qu’à considérer les causes et les effets de l’amour. La cause en est un je sais quoi (Corneille) ; et les effets en sont effroyables. Ce je ne sais quoi, si peu de chose qu’on ne peut le reconnoître, remue toute la terre, les princes, les armées, le monde entier. Le nez de Cléopâtre, s’il eût été plus court, toute la face de la terre auroit changé. »
- Le nez de Cléopâtre est régulièrement évoqué dans la bande dessinée Astérix et Cléopâtre (1963), de René Goscinny et Albert Uderzo. Celle-ci donne aussi une explication humoristique à la mutilation du nez du Sphinx de Gizeh.
- Le texte littéraire le plus fameux sur cet organe est la « tirade du nez » d'Edmond Rostand, dans la pièce de théâtre Cyrano de Bergerac (acte I, scène 4), parue en 1898.
- La nouvelle Le Nez de Nicolas Gogol (1835) dans laquelle le personnage principal perd son appendice nasal.
- Le personnage de fiction Pinocchio est connu pour son nez qui grandit à chaque fois qu'il ment.
- L'écrivain Jean Giraudoux décrit ainsi le nez grec : « Le seul angle à peu près droit s’obtient en prolongeant par une ligne imaginaire le nez grec jusqu’au sol grec. » (Intermezzo, acte premier, sc. 6)
- Le personnage de fiction Voldemort dans la saga Harry Potter n'a pas de nez[40].
- Aux XVIIe et XVIIIe siècles, les "livres de nez" sont populaires aux Pays-Bas.

## Toponymie
De nombreux caps, exclusivement sur les côtes de la Manche : en Normandie, plus particulièrement dans le Cotentin, et dans le Pas de Calais, utilisent le mot nez. Ce mot n'a ni la même étymologie ni même la même prononciation. L'étymologie est scandinave et viendrait de nes signifiant pointe de terre.
Dans le Pas de Calais :
- Cap Gris-Nez;
- Cap Blanc-Nez.

En Seine-Maritime :
- Le Nez (ou Nais) de Tancarville.

Dans le Cotentin :
- Nez de Jobourg ;
- Nez de Voidries ;
- Le Nez Bayard et la Pointe du Nez à Saint-Germain-des-Vaux ;
- Le Nez du Magazin à Auderville ;
- La Couronne du Nez à Gréville-Hague.

Dans les Îles Anglo-Normandes
- Cap Gos-Nez (Jersey) ;
- Rouge Nez (Jersey) deux fois ;
- Le Nez de guet (Jersey) ;
- Le Nez du Château (Jersey) ;
- Le Nez (Guernesey) ;
- Le Bec du Nez (Guernesey) ;
- Le Bec du Nez (Sercq) ;
- Gronez (Aurigny) ;

Et dans certaines anciennes appellations:
- Gros-Nez (cap de Flamanville) ;
- Cor-Nez (cap du Rozel) ;
- Nez de Carteret (cap de Carteret).